# Dorika julia
Dorika julia är en fjärilsart som beskrevs av Augustus Radcliffe Grote 1883. Dorika julia ingår i släktet Dorika och familjen nattflyn. Inga underarter finns listade i Catalogue of Life.